# FOOT INDUSTRY
FOOT INDUSTRY（フットインダストリー）とは、東京都渋谷区にある足下工業株式会社(アシモトコウギョウカブシキガイシャ)の運営する、スニーカーの販売を中心としたシューズブランド。

## 概要
無駄を排除した都会的なシンプルさをベースにモード・ストリートの雰囲気を纏ったデザインと耐久性に優れた特殊素材や履き心地を重視したニット素材などを用いて機能を兼ね備えたブランド。
『千里の道も一歩から』という老子の言葉にもあるように、あらゆる道を進むための「最初の一歩」は誰もが踏み込んだことのある昔から変わらない経験。あなたの「最初の一歩」を支えるパートナーとして”ハキモノ”をつくるために2015年に会社を設立した。
アジアのファッションをリードする日本に本社を置く足下工業は、スニーカーオーソリティーカンパニーを確立する事をミッションとし、『アジア人の足に馴染む最適な”ハキモノ”を作り出す』というビジョンを掲げ、ブランドFOOT INDUSTRYを展開している。
世界のファッション動向をリードする東京に本社を構え、欧米とアジアの文化がバランスよく取り混ざっている環境の中にいるからこそ、世界のファッションを理解し、アジアの文化を世界へ持ち出していくべきと考えアジアを代表するスニーカーオーソリティーカンパニーを確立している。
実店舗を設けず、ホームページのオンラインショップとセレクトショップでの販売をしているため、FOOT INDUSTRYのユーザーは世界各国に存在する。特に日本と中国にユーザーが多い。日本では、足下工業株式会社本社にて試着や店頭購入が可能となっている。
中国の広州に自社工場を所有している。

## 沿革
- 2015年-現在の足下工業株式会社代表取締役であるZhao Mingが大学在学中に設立。日本のストリートカルチャーに影響を受けアイデンティティ構築のためシューズ加工工場を経て東京文化服装大学シューズデザイン学科へ進学し、2015年にFOOT INDUSTRYが誕生。
- 2016年-FOOT INDUSTRYの主なシリーズであるHGシリーズが、ブランド創立１年にして4000万円を超え、中国にてFOOT INDUSTRYの模造品が市場に出回る。
- 2020年-コロナ禍にして1億円のエンジェル投資を受ける。
- 2021年-2021SSシリーズのみで、売上7500万円を超える。CORD ATHLETE CLUBのスポンサーとなる。

## デザイナー
現在の足下工業株式会社代表取締役Zhao Mingが1人でデザイナーを務めている。1993年生まれ。「東京は世界のファッション動向をリードする場所であり欧米とアジアの文化がバランスよく取り混ざっている環境の中にいるからこそ、世界のファッションを理解し、アジアの文化を東京から世界へ持ち出していくべき」と考えており、スニーカー業界はアメリカのメーカーが目立ちリードする中で、アジアを代表できるメーカーを目指し、日々デザインの考案に取り組んでいる。

## 特徴
デザイン性、機能性両方に特化したアイテムを生産している。
中国広州に自社工場を持っていることから、スニーカーメーカーとして、考案したデザインをスピーディに実物化できること。迅速な商品製造や改善を頻繁に行い、職人精神を持って工業技術品を美術品と呼ばれるまで精度向上に努めている。
個性の強いデザインから、ベーシックなデザインまで様々。

## 主な商品
- 20S801 - FOOT INDUSTRY代表作であるHGシリーズ。HGとは元素記号Hgから来ている。Hgは防水性、安定性のある金属元素であることから、防水性や機能性の高い靴という意味で名付けられた。
- 21A501,21A502 - 個性的なデザインでありながら、どんなテイストの服にも合う汎用性の高いアイテム。FOOT INDUSTRY創業当時からのオリジナル技法"WAVE"が起用されている。また、全国的なPOP UPが開催され、中国ではSTUDIOS TOKYO 上海にて大々的なPOP UPが行われ、注目を集めた。